# Life-history-Theorie

Die funktionelle Differenzierung des Lebensaufwands.

Die Life-history-Theorie (engl. life history theory), seltener auch Theorie der Lebensgeschichte genannt, postuliert, dass sich Organismen begrenzte Ressourcen wie beispielsweise Energie, Nahrung und Zeit, auf mehrere lebensnotwendige miteinander konkurrierende Prozesse, wie beispielsweise Wachstum, Gesundheit und Fortpflanzung aufteilen müssen. Dadurch entsteht für den Organismus ein Verteilungsproblem der knappen Ressourcen. Jede Investition in einen der Prozesse reduziert die verfügbaren Ressourcen für andere Prozesse.
Durch natürliche Selektion haben Organismen in ihrer stammesgeschichtlichen Entwicklung (Phylogenese) unterschiedliche Strategien der Wachstums- und Differenzierungsprozesse, der Speicherungsvorgänge, der Aufrechterhaltung ihrer Lebensfunktionen und der Fortpflanzung während ihres gesamten Lebens entwickelt: die sogenannte Lebenszyklusstrategie (life-history strategy). Organismen passen ihre Phänologie und Lebenszyklusstrategie an die Menge und Verteilung der verfügbaren Ressourcen in ihrem Habitat an. Dabei existiert eine große Vielfalt an Lebenszyklusstrategien.

## Beschreibung
Jedem Organismus steht nur eine begrenzte Menge von für ihn lebensnotwendigen Ressourcen zur Verfügung. Dies sind im Wesentlichen: Energie, Nahrung (einschließlich Energiespeichern wie Fettreserven) und Zeit. Für sein Weiterleben und den Erfolg seiner Art muss er diese Ressourcen aufteilen:
- auf sein eigenes Wachstum,
- auf den Erhalt seiner Grundfunktionen (beispielsweise Immunsystem und Reparaturmechanismen)
- und auf die Fortpflanzung (beispielsweise Partnersuche, Begattung, Pflege des Nachwuchses).

Dabei ergibt sich ein Allokationsproblem, das heißt ein Verteilungsproblem der knappen Ressourcen. Bei der Wahl bestimmter Verhaltensmuster oder Ressourcen kommt es zu Trade-offs, d. h. zur Abwägung für den günstigeren Aspekt in Bezug auf Überleben und Fortpflanzung.
Bestimmte Merkmale beeinflussen direkt die Wahrscheinlichkeit des Überlebens und der Arterhaltung. Die wichtigsten Merkmale sind dabei die Größe bei der Geburt, die Dauer und die Geschwindigkeit der Wachstumsphase, das Alter und die Größe bei der ersten Fortpflanzung, die Anzahl und die Größe der Nachkommen, die Häufigkeit der Reproduktion und die Lebenserwartung des Organismus. Andere Merkmale sind beispielsweise das Geschlechterverhältnis, sowie die Pflege der Nachkommenschaft (Elternaufwand) und deren Dauer. Die Merkmale werden dabei durch die natürliche Selektion gestaltet und können von Art zu Art sehr unterschiedlich ausfallen. Auch innerhalb einer Art können sich durch unterschiedliche Habitate Unterschiede zwischen Populationen einstellen. Das Ziel der Anpassung ist letztlich die für den Organismus größtmögliche Anzahl an überlebenden fortpflanzungsfähigen Nachkommen zu gewährleisten. Die Lebenszyklusstrategie ist eine Anpassung an das Habitat.
Die Theorie der Lebensgeschichte sucht nach Faktoren und Erklärungen für die Vielfalt an Lebenszyklusstrategien zwischen den Arten und innerhalb der Arten.
Ein Organismus, dem unbegrenzt Ressourcen zur Verfügung stehen würden, wäre ein darwinscher Dämon. Bei diesem Gedankenexperiment wären alle Parameter der Fitness eines Organismus maximiert. Er hätte eine unendliche Lebenserwartung und unbegrenzte Fruchtbarkeit. Er würde unmittelbar nach seiner Geburt mit der Reproduktion beginnen und während seines unendlich langen Lebens eine möglichst hohe Reproduktionsrate mit sehr vielen Nachkommen haben. Er hätte die Fähigkeit sich unbegrenzt zu verbreiten und überall und jederzeit Partner für die Paarung zu finden.
Die Theorie der Lebensgeschichte wurde auf der Basis von Ronald Aylmer Fishers Arbeiten in den 1970er und 1980er Jahren entwickelt. Wesentliche Beiträge dazu kamen von Brian Charlesworth, Lamont C. Cole und Eric Charnov.

## Weiterführende Literatur
- R. Edler: Immunocompetence, testosterone and breeding success in red bishop (Euplectes orix). Dissertation, Carl von Ossietzky Universität Oldenburg, 2007, S. 8.
- S. C. Stearns: The evolution of life histories. Oxford University Press, 1991
- S. C. Stearns: Life-history tactics: a review of the ideas. In: Q Rev Biol 51, 1976, S. 3–47. PMID 778893 (Review)
- S. L. Robson, B. Wood: Hominin life history: reconstruction and evolution. In: Journal of anatomy. Band 212, Nummer 4, April 2008, S. 394–425, doi:10.1111/j.1469-7580.2008.00867.x, PMID 18380863, PMC 2409099 (freier Volltext) (Review)
- R. Covas und M. Griesser: Life history and the evolution of family living in birds. In: Proc Biol Sci 274, 2007, S. 1349–1357. PMID 17374593 (Review)